# Coubron
Coubron település Franciaországban, Seine-Saint-Denis megyében. Lakosainak száma 5156 fő (2022. január 1.). Coubron Livry-Gargan, Montfermeil, Chelles, Courtry, Clichy-sous-Bois és Vaujours községekkel határos.

## Népesség
A település népességének változása:
| Lakosok száma | 4713 | 4788 | 4852 | 4833 | 4866 | 4921 | 4975 | 5063 | 5156 |
|               | 2013 | 2015 | 2016 | 2017 | 2018 | 2019 | 2020 | 2021 | 2022 |